# Nematopsis marinus
Nematopsis marinus is een soort in de taxonomische indeling van de Myxozoa, een stam van microscopische parasitaire dieren. Het organisme komt uit het geslacht Nematopsis en behoort tot de familie Porosporidae. Nematopsis marinus werd in 2002 ontdekt door Jimenez, De Barniol & Machuca.